# Забиякин, Фёдор Михайлович
Фёдор Михайлович Забиякин (11 (23) августа 1803 — 8 (20) марта 1859) — доктор медицины, профессор Медико-хирургической академии.

## Биография
Окончив в 1828 году (лекарем по медицинской и ветеринарной частям и акушерству) медицинский факультет Московского университета, он поступил помощником инспектора в московское отделение Медико-хирургической академии. Одновременно состоял ординатором терапевтической клиники. В 1829 году сдав экзамены, получил звание доктора медицины («De functionibus systematics ganliosi»).
В 1830 году стал адъюнкт-профессором ботаники и фармакологии медико-хирургической академии, а с 1833 года начал исполнять должность ординарного профессора. Был произведён в чин статского советника 28 октября 1839 года.
С 1843 года, не оставляя преподавательской деятельности, он занял должность врача при богадельне, а с 1844 года — и при фабрике Волкова в Московской губернии.
В 1831 году был внесён в III часть родословной книги дворянства Московской губернии; был пожалован (16.07.1837 г.) дипломом на потомственное дворянское достоинство.
В 1845 году, когда Московская медицинская академия вошла в состав медицинского факультета Московского университета, он оказался за штатом.
Умер 8 (20) марта 1859 года. Похоронен в Донском монастыре в Москве. Вместе с ним похоронены: жена Людмила Николаевна Забиякина (1810—1867) и сыновья: капитан Михаил Фёдорович Забиякин (1835—1873) и Фёдор Фёдорович Забиякин (1842—1874). В семье ещё был старший сын, генерал-майор Николай Фёдорович Забиякин (1834—?) и дочь Анна.